# Tapuio
Os Tapuio são um povo indígena que vive no Brasil, nos estados de Goiás, Ceará e Rio Grande do Norte, Bahia e Rio grande do Norte.